# مجتمع مسکونی و کارخانه پروفیل سپاهان
مجتمع مسکونی و کارخانه پروفیل سپاهان روستایی در دهستان قهاب جنوبی بخش مرکزی شهرستان اصفهان استان اصفهان ایران است.

## جمعیت
بر پایه سرشماری عمومی نفوس و مسکن در سال ۱۳۹۵ جمعیت این روستا کمتر از ۳ خانوار بوده‌است.